# Xarop dels Idiomes
Xarop dels Idiomes és un apartat que troba a l'espai escoles del portal farmaceuticonline.com del Col·legi de Farmacèutics de Barcelona, és un entorn d'aprenentatge que aposta per una nova metodologia de treball mitjançant les TIC. Es tracta d'un portal educatiu que engloba una sèrie d'activitats que permeten treballar part dels continguts d'educació per a la salut d'una manera diferent a com es faria en una classe tradicional.
A l'escola avui en dia és important trobar nous procediments per captar l'atenció dels alumnes, vivim en un món ple d'estímuls i l'escola no en pot quedar al marge, ha de trobar nous sistemes de treball. Una bona manera de fer-ho és proposar a mestres i alumnes mètodes diferents per treballar els continguts.
Davant del problema de la integració de l'alumnat immigrant a les escoles degut a la dificultat amb la llengua, des de Farmaceuticonline s'ha apostat per crear una nova aplicació, El Xarop dels idiomes. I es fa amb la voluntat d'ajudar el professorat a acostar els temes de salut i prevenció de la malaltia als alumnes nouvinguts, partint per descomptat de la realitat espanyola: gallec, basc, català i castellà.
Aquesta aplicació, reconeguda per la UNESCO dins de l'Any Internacional de les Llengües 2008, és una clara mostra de les potencialitats de les eines TIC per afavorir la inclusió social. Internet és un mitjà participatiu i inclusiu per antonomàsia. La presència d'un nombre important d'alumnat nouvingut ha provocat un canvi social important i suposa un nou repte per a tota la comunitat educativa, i aquesta és una eina que s'afegeix a aquesta difícil tasca de la inclusió.
Una vegada més, el portal farmaceuticonline.com proposa un material pedagògic que permet treballar dins del currículum escolar l'eix transversal relacionat amb l'educació per a la salut.